# Имертубани
Имертубани (груз. იმერთუბანი) — село в Грузии, на территории Адигенского муниципалитета края (мхаре) Самцхе-Джавахети.

## География
Село находится в южной части Грузии, на правом берегу реки Кваблиани, на расстоянии 1 километра к югу от посёлка городского типа Адигени, административного центра муниципалитета. Абсолютная высота — 1176 метров над уровнем моря.

## Население
По результатам официальной переписи населения 2014 года, в Имертубани проживало 210 человек (107 мужчин и 103 женщины). В национальной структуре населения грузины составляли 100 %.
| Год  | Население, человек |
| ---- | ------------------ |
| 2002 | 269                |
| 2014 | ↘ 210              |